# Список прем'єр-міністрів Казахстану
У статті наведено список прем'єр-міністрів Казахстану (каз. Қазақстан Премьер-Министрі), а також осіб, які виконували обов'язки голови уряду державних утворень, що розташовувались на території сучасного Казахстану від 1917 року до сьогодення.

## Алаш-орда(1917—1920)
| № | Ім'я | Ім'я                                                                          | Початок повноважень | Завершення повноважень | Партія |
| - | ---- | ----------------------------------------------------------------------------- | ------------------- | ---------------------- | ------ |
| 1 |      | Аліхан Нурмухамедович Бокейхан (1866—1937) каз. Әлихан Нұрмұхамедұлы Бөкейхан | 13 грудня 1917      | 5 березня 1920         |        |

## Киргизький край (1919—1920) у складі РРФСР
| № | Ім'я | Ім'я                                                                           | Початок повноважень | Завершення повноважень | Партія |
| --- | ---- | ------------------------------------------------------------------------------ | ------------------- | ---------------------- | ------ |
| Голови революційного комітету з управління Киргизьким краєм (каз. Қырғыз өлкесінің революциялық комитетінің төрағасы) |      |                                                                                |                     |                        |        |
| 2 |      | Станіслав Пестковський (1882—1937) пол. Stanisław Pestkowski                   | 10 липня 1919       | серпень 1920           |        |
| в. о. |      | Сакипкерей Жармалович Аргиншаєв (1887—1938) каз. Сақыпкерей Жармаұлы Арғыншаев | серпень 1920        | 26 серпня 1920         |        |

## Киргизька АРСР (1920—1925)
| № | Ім'я | Ім'я                                                                                  | Початок повноважень | Завершення повноважень | Партія |
| --- | ---- | ------------------------------------------------------------------------------------- | ------------------- | ---------------------- | ------ |
| Голови Революційного комітету з управління Киргизьким краєм (каз. Қырғыз өлкесінің революциялық комитетінің төрағасы) |      |                                                                                       |                     |                        |        |
| 3 |      | Віктор Олексійович Радус-Зенькович (1878—1967) рос. Виктор Алексеевич Радус-Зенькович | 26 серпня 1920      | жовтень 1920           |        |
| 4 |      | Абдрахман Айтійович Айтієв (1886—1936) каз. Әбдірахман Әйтиұлы Әйтиев                 | жовтень 1920        | 12 жовтня 1920         |        |
| Голови Ради народних комісарів Киргизької АРСР                                                                        |      |                                                                                       |                     |                        |        |
| 5 |      | Віктор Олексійович Радус-Зенькович (1878—1967)                                        | 12 жовтня 1920      | жовтень 1921           |        |
| 6 |      | Мухамед хафій Мурзагалієв (1887—1938) каз. Мұхамед-Хафиз Мырзағалиев                  | жовтень 1921        | вересень 1922          |        |
| 7 |      | Сакен Сейфуллін (1894—1938) каз. Сәдуақас Сейфоллаұлы Сейфуллин                       | вересень 1922       | жовтень 1924           |        |
| 8 |      | Нигмет Нурмакович Нурмаков (1895—1937) каз. Нығмет Нұрмақұлы Нұрмақов                 | жовтень 1924        | 15 червня 1925         |        |

## Казахська АРСР (1925—1936)
| №                                              | Ім'я | Ім'я                                                          | Початок повноважень | Завершення повноважень | Партія |
| ---------------------------------------------- | ---- | ------------------------------------------------------------- | ------------------- | ---------------------- | ------ |
| Голови Ради народних комісарів Казахської АРСР |      |                                                               |                     |                        |        |
| 8                                              |      | Нигмет Нурмакович Нурмаков (1895—1937)                        | 15 червня 1925      | травень 1928           |        |
| 9                                              |      | Ураз Джанзакович Ісаєв (1899—1938) каз. Ораз Жанұзақұлы Исаев | травень 1928        | 5 грудня 1936          |        |

## Казахська РСР (1936—1991)
| №                                             | Ім'я | Ім'я                                                               | Початок повноважень | Завершення повноважень |  |
| --------------------------------------------- | ---- | ------------------------------------------------------------------ | ------------------- | ---------------------- |  |
| Голови Ради народних комісарів Казахської РСР |      |                                                                    |                     |                        |  |
| 9                                             |      | Ураз Ісаєв (1899—1938)                                             | 5 грудня 1936       | 24 травня 1938         |  |
| в. о.                                         |      | Ібрагім Тажиєв (1904—1960) каз. Ыбрайым Тажиұлы Тәжиев             | 24 травня 1938      | 17 липня 1938          |  |
| 10                                            |      | Нуртас Ундасинов (1904—1989) каз. Нұртас Дәндібайұлы Ондасынов     | 17 липня 1938       | 15 березня 1946        |  |
| Голови Ради міністрів Казахської РСР          |      |                                                                    |                     |                        |  |
| 10                                            |      | Нуртас Ондасинов                                                   | 15 березня 1946     | 24 березня 1954        |  |
| 11                                            |      | Єлубай Тайбеков (1901—1991) каз. Елубай Базимұлы Тайбеков          | 24 березня 1954     | 31 березня 1955        |  |
| 12                                            |      | Дінмухамед Кунаєв (1912—1993) каз. Дінмұхаммед Ахмедұлы Қонаев     | 31 березня 1955     | 20 січня 1960          |  |
| 13                                            |      | Жумабек Ташенов (1915—1986) каз. Жұмабек Ахметұлы Тәшенов          | 20 січня 1960       | 6 січня 1961           |  |
| 14                                            |      | Салькен Дауленов (1907—1984) каз. Сәлкен Дәуленұлы Дәуленов        | 6 січня 1961        | 13 вересня 1962        |  |
| 15                                            |      | Масимхан Бейсебаєв (1908—1987) каз. Мәсімхан Бейсебайұлы Бейсебаев | 13 вересня 1962     | 26 грудня 1962         |  |
| 16                                            |      | Дінмухамед Кунаєв                                                  | 26 грудня 1962      | 7 грудня 1964          |  |
| 17                                            |      | Масимхан Бейсебаєв (1908—1987) каз. Мәсімхан Бейсебайұлы Бейсебаев | 7 грудня 1964       | 31 березня 1970        |  |
| 18                                            |      | Байкен Ашимов (1917—2010) каз. Бәйкен Әшімұлы Әшімов               | 31 березня 1970     | 22 березня 1984        |  |
| 19                                            |      | Нурсултан Назарбаєв (1940—) каз. Нұрсұлтан Әбішұлы Назарбаев       | 22 березня 1984     | 27 липня 1989          |  |
| 20                                            |      | Узакбай Караманов (1937—2017) каз. Ұзақбай Қараманұлы Қараманов    | 27 липня 1989       | 20 листопада 1990      |  |
| Прем'єр-міністри Казахської РСР               |      |                                                                    |                     |                        |  |
| 20                                            |      | Узакбай Караманов                                                  | 20 листопада 1990   | 16 жовтня 1991         |  |
| 21                                            |      | Сергій Терещенко (1951—2023) рос. Терещенко Сергей Александрович   | 16 жовтня 1991      | 16 грудня 1991         |  |

## Республіка Казахстан (від 1991)
| №                                     | Ім'я           | Ім'я                                                                  | Початок повноважень | Завершення повноважень | Партія | Категорії |
| ------------------------------------- | -------------- | --------------------------------------------------------------------- | ------------------- | ---------------------- | ------ | --------- |
| Прем'єр-міністри Республіки Казахстан |                |                                                                       |                     |                        |        |           |
| 21                                    |                | Сергій Терещенко (1951—2023)                                          | 16 грудня 1991      | 12 жовтня 1994         |        |           |
| 22                                    |                | Акежан Кажегельдін (1952—) каз. Әкежан Мағжанұлы Қажыгелдин           | 12 жовтня 1994      | 10 жовтня 1997         |        |           |
| 23                                    |                | Нурлан Балгімбаєв (1947—2015) каз. Нұрлан Өтепұлы Балғымбаев          | 10 жовтня 1997      | 1 жовтня 1999          |        |           |
| в. о.                                 |                | Касим-Жомарт Токаєв (1953—) каз. Қасым-Жомарт Кемелұлы Тоқаев         | 1 жовтня 1999       | 12 жовтня 1999         |        |           |
| 24                                    | 12 жовтня 1999 | Касим-Жомарт Токаєв (1953—) каз. Қасым-Жомарт Кемелұлы Тоқаев         | 28 січня 2002       |                        |        |           |
| 25                                    |                | Імангалі Тасмагамбетов (1956—) каз. Иманғали Нұрғалиұлы Тасмағамбетов | 28 січня 2002       | 13 червня 2003         |        |           |
| 26                                    |                | Даніал Ахметов (1954—) каз. Даниал Кенжетайұлы Ахметов                | 13 червня 2003      | 10 січня 2007          |        |           |
| 27                                    |                | Карім Масімов (1965—) каз. Кәрім Қажымқанұлы Мәсімов                  | 10 січня 2007       | 24 вересня 2012        |        |           |
| 28                                    |                | Серік Ахметов (1958—) каз. Серік Нығметұлы Ахметов                    | 24 вересня 2012     | 2 квітня 2014          |        |           |
| 29                                    |                | Карім Масімов (1965—) каз. Кәрім Қажымқанұлы Мәсімов                  | 2 квітня 2014       | 8 вересня 2016         |        |           |
| 30                                    |                | Бакитжан Сагінтаєв (1963—) каз. Бақытжан Әбдірұлы Сағынтаев           | 8 вересня 2016      | 21 лютого 2019         |        |           |
| в. о.                                 |                | Аскар Мамін (1965—)                                                   | 21 лютого 2019      | 25 лютого 2019         |        |           |
| 31                                    | 25 лютого 2019 | Аскар Мамін (1965—)                                                   | 5 січня 2022        |                        |        |           |
| в. о.                                 |                | Аліхан Смаїлов                                                        | 5 січня 2022        | 11 січня 2022          |        |           |
| 32                                    | 11 січня 2022  | Аліхан Смаїлов                                                        | 5 лютого 2024       |                        |        |           |
| в. о.                                 |                | Роман Скляр                                                           | 5 лютого 2024       | 6 лютого 2024          |        |           |
| 33                                    |                | Олжас Бектенов                                                        | 6 лютого 2024       |                        |        |           |